# Carel Gabriel Cobet

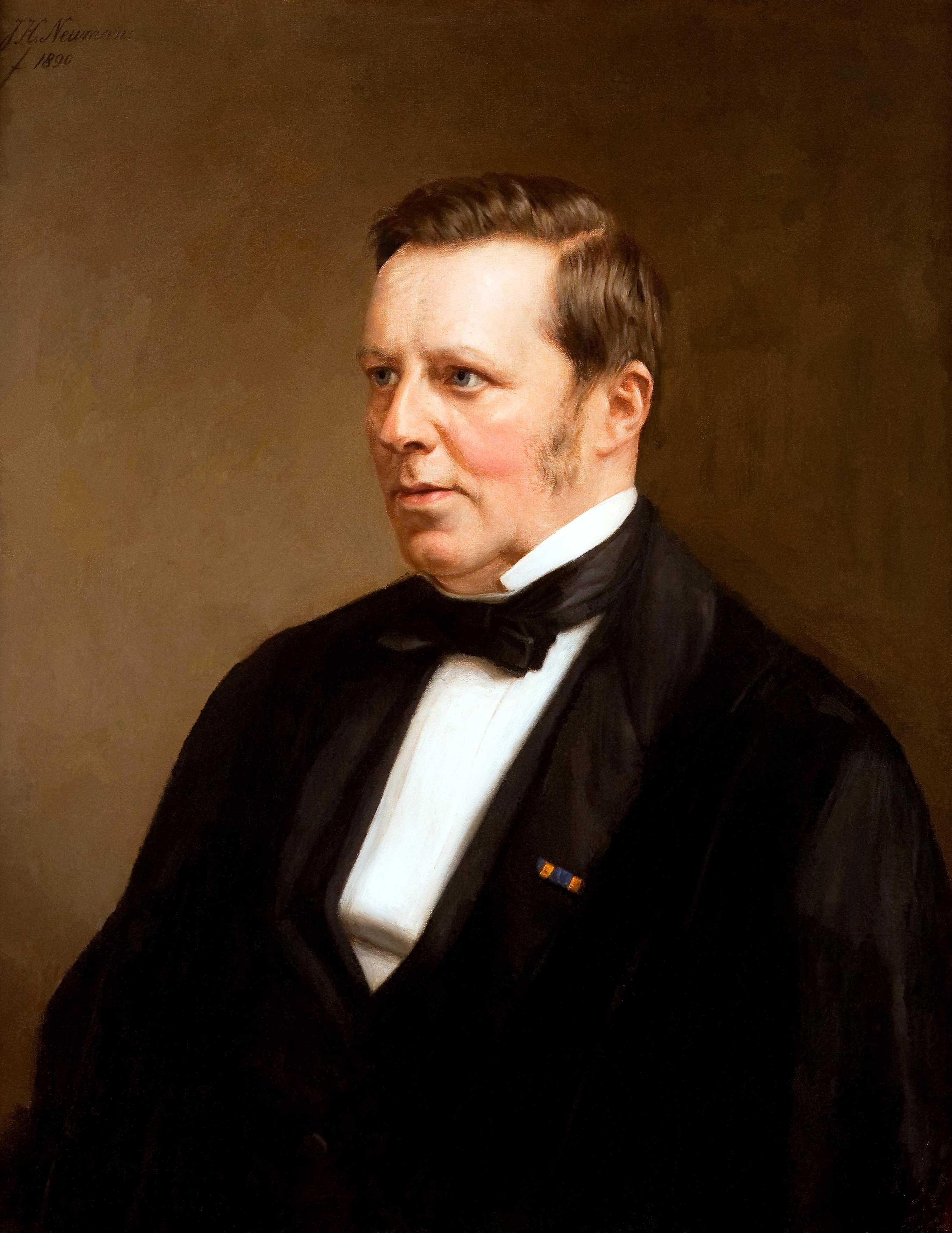
C. G. Cobet

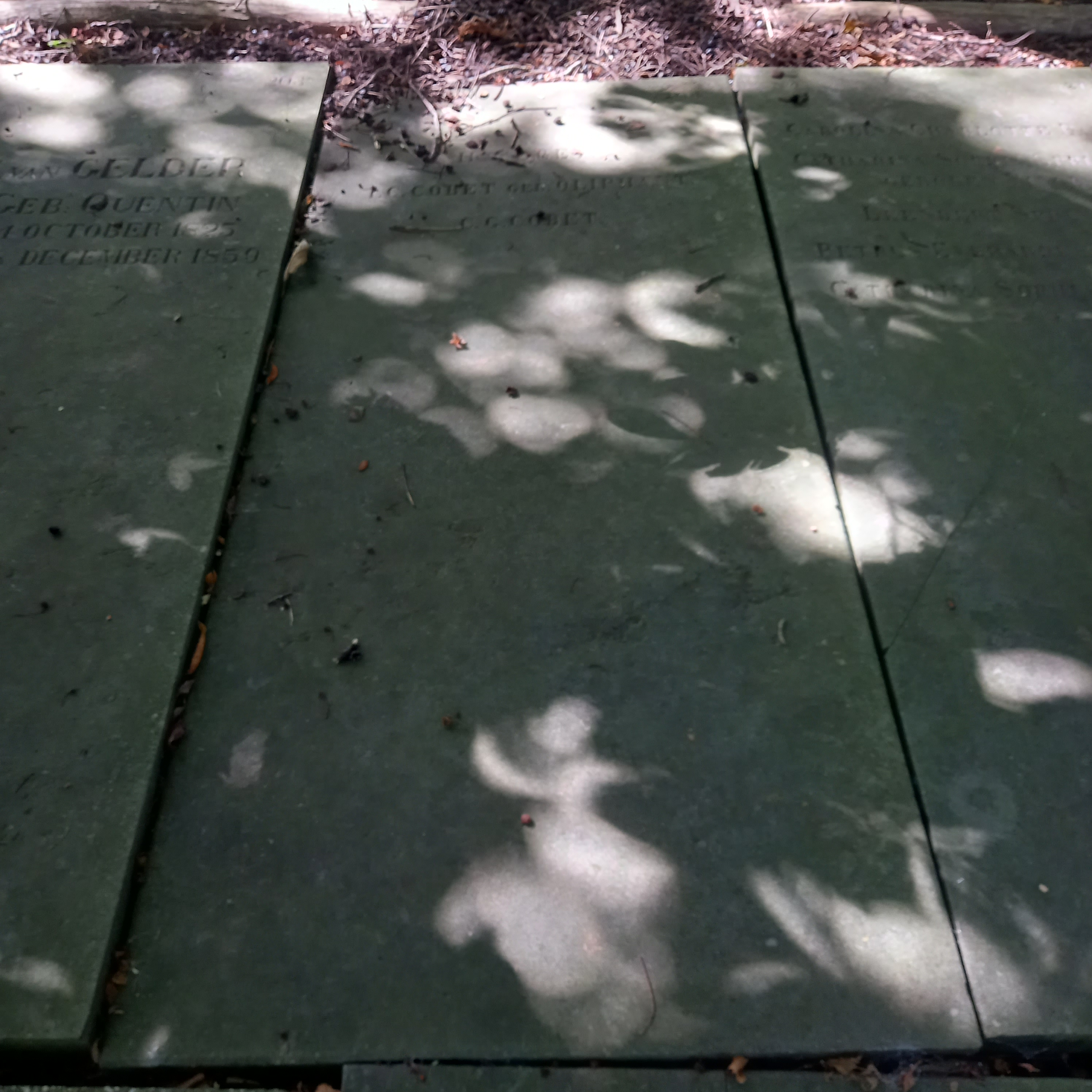
Das Grab von Carel Gabriel Cobet und seiner Ehefrau Jeannette Madeleine Oliphant auf dem Friedhof Groenesteeg in Leiden

Carel Gabriel Cobet (* 28. November 1813 in Paris; † 26. Oktober 1889 in Leiden) war ein niederländischer klassischer Philologe.

## Leben und Wirken
Cobet stammte aus einer Familie hugenottischer Herkunft. Sein Vater war Johannes Cobet und seine Mutter hieß Marie Bertrand. Zur Zeit seiner Geburt war sein Vater in Paris beim Kriegsministerium tätig gewesen. Nach den napoleonischen Kriegen kehrten die Eltern in die Niederlande zurück. Hier besuchte Cobet das Gymnasium Haganum im Haag und immatrikulierte sich am 7. Mai 1832 als Student der Theologie an der Universität Leiden. 1838 wechselte er zum Studium der klassischen Philologie, in dem er in Jacob Geel (1789–1862) und John Bake prägende Lehrer fand. Für seinen Aufsatz Prosopographia Xenophontea, in dem er eine Charakteristik der Personen aus Xenophons Werken veröffentlichte, erhielt er eine Auszeichnung (Goldmedaille) der Universität. 
Seine Dissertation mit dem Titel Observationes criticae in Platonis comici reliquias wurde 1840 mit dem höchsten Prädikat ausgezeichnet und brachte ihm ein staatliches Reisestipendium ein. Nachdem er am 7. November 1840 die Ehrendoktorwürde der philosophischen Wissenschaften erhalten hatte, begann er eine Studienreise. Die fünfjährige Reise nutzte er, um in Frankreich sowie in Italien griechische Handschriften zu studieren. Nachdem er sich einen umfassenden Grundstock für zukünftige Arbeiten aufgebaut hatte, kehrte er 1845 als Experte für griechische Paläografie nach Leiden zurück. Am 18. Oktober 1845 wurde er Mitglied des Instituts und am 23. Februar 1855 Mitglied der Nachfolgeeinrichtung der königlich niederländischen Akademie der Wissenschaften. 
Am 21. Januar 1846 berief man ihn an der Universität Leiden mit dem Lehrauftrag Römische Altertümer zum außerordentlichen Professor der spekulativen Philosophie und Literatur. Diese Aufgabe übernahm er am 20. Juni 1846 mit der Antrittsrede de Arte interpretandi Grammatices et Critices fundamentis innixa primario philologi officio. Am 5. Oktober 1849 wurde er ordentlicher Professor, wobei sein Lehrauftrag auf die alte Geschichte sowie die griechische Sprache und Literatur erweitert wurde. Als Leidener Hochschullehrer beteiligte er sich auch an den organisatorischen Aufgaben der Bildungseinrichtung und war 1863/64 Rektor der Alma Mater. Am 11. Juli 1879 entband man ihm von seinem Lehrauftrag der Römischen Altertümer und übertrug ihm die Ausbildung der Griechischen Altertümer, worin auch die Geschichte der griechischen Kunst mit eingeschlossen war. 
1856 wurde er Mitherausgeber der Zeitschrift Mnemosyne, die unter seiner Federführung zu einer der angesehensten internationalen Fachzeitschriften der Klassischen Philologie aufstieg. Seine Beiträge zur Textkritik veröffentlichte er ab 1858 auch separat. Aufgrund seines sich verschlechternden Gesundheitszustandes bat er 1884 um seine Entlassung aus dem Lehrbetrieb. Daher erfolgte am 24. Juni 1884 mittels königlichem Beschluss seiner Emeritierung. Am 16. September 1884 verabschiedete er sich in den Ruhestand. Fünf Jahre später, im Alter von 75 Jahren, verstarb er schließlich und wurde an der Seite seiner Frau in aller Stille auf dem Leidener Friedhof in Groenesteeg beigesetzt.
Seit Dezember 1857 war er korrespondierendes Mitglied der Russischen Akademie der Wissenschaften und seit 1876 auswärtiges Mitglied der Académie des Inscriptions et Belles-Lettres.
1847 heiratete er Jeannette Madeleine Naret Oliphant (um 1815 in Leiden; † 5. Juli 1865 in Leiden), welche aus schottischem Geschlecht stammte. Aus der Ehe ist die Tochter Marie Louise Cobet  (* 6. Juni 1849 in Leiden; † 29. Mai 1921 in Den Haag) bekannt, welche sich am 10. Juli 1873 mit dem späteren Generalleutnant, Mitglied der Generalstaaten, Ritter des Ordens vom niederländischen Löwen Hendrik Pieter (Henri) Staal (* 17. Juni 1845 in Zwolle; † 15. Oktober 1920 in Den Haag) verheiratet hatte.
Cobet war einer der besten Kenner der griechischen Handschriften seiner Zeit und hatte eine brillante Kenntnis der lateinischen Stilistik. Seine große Sicherheit im Umgang mit den antiken Texten führte ihn zu teils kühnen Emendationen; für die skeptische deutsche Forschung seiner Zeit hatte er darum auch nicht viel übrig.

## Werke (Auswahl)
- Commentatio, qua continetur prosopographia Xenophontea. Leiden 1836, (Online)
- Observationes criticae in Platonis comici reliquias. Amsterdam 1840 (Online)
- Euripidis Phoenissae. 1846 (Online)
- Oratio de arte interpretandi grammatices et critices fundamentis innixa primario philologo officio, quam habuit Carolus Gabriel Cobet, a. d. 20 junii a. 1846. Leiden 1847
- Diogenis Laertii De clarorum philosophorum vitis, dogmatibus et apophthegmatibus libri decem. Paris 1850 (Online)
- Allocutio ad Commilitones qua lectiones de litteris Graecis et antiquitatibus Romanis in Academia Lugduno-Batava anno 1852-1853 habendas d. XXI. M. Sept. 1852 auspicatus est C. G. Cobet. 1852 (Online)
- Praefatio lectionum de historia vetere. 1852
- Commentationes philologicae tres in Instituti Regii Belgici Classe tertià lectæ. Amsterdam, 1853 (Online)
- Commentatio de Sinceritate Graeci sermonis in Graecorum scriptis post Aristotelem graviter depravata. Amsterdam, 1853, (Online)
- Fragmenta (deperditarum orationum). 1854
- Protrepticus ad studia humanitatis.... 1854
- Adhortatio ad comilitones, qua lectiones de litteris graecis et de Antiquitatibus Romanis. Leiden, 1856 (Online)
- Hyperidis Oratio Funebris recens reperta. Leiden, 1858, 1877
- Orationes duae - Ho epitaphios logos et Huper Euxenippou. Leiden 1877
- De Philostrati libello peri gymnastikēs recens Reperto. Leiden 1859 (Online)
- In memoriam Jani Gerardi Hulleman. 1862
- Miscellanea critica quibus continentur observationes criticae in scriptores graecos praesertim Homerum et Demosthenem. Leiden 1876
- Observationes criticae et palaeographicae ad Dionysii Halicarnassensis Antiquitates romanas. Leiden, 1877